# Future Combat Systems

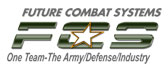
Oficjalne logo systemu FCS

Future Combat Systems (FCS) – były program przyszłościowych systemów pola walki rozwijany przez amerykańską armię. Koszt programu miał wynosić 340 miliardów dolarów, a celem jego było stworzenie nowych rozwiązań, które znaleźć miały zastosowanie na polach bitew przyszłości. Program złożony był z ponad 20 modułów. Program rozpoczął się w 1999 r. i miał zostać zakończony w 2040 r. System budowały korporacje: Boeing, Lockheed Martin, Northrop Grumman, General Dynamics, BAE Systems, Raytheon, a pod względem naukowo-technicznym tworzyły go: DARPA, Army Research Laboratory. Według specjalistów wojskowych program jako informatyzacja-robotyzacja armii miała być największą rewolucją w dziedzinie wojskowości od czasu wynalezienia prochu.
Całość miała za zadanie opracowywanie systemów łączności i rozpoznawania, przez co poprawę i doskonalenie taktyki. Opracowywane były też samoloty bezpilotowe, nowe rodzaje inteligentnej amunicji, lądowe pojazdy kołowe i gąsienicowe, zarówno załogowe jak i bezzałogowe.
W ramach projektu powstawały nowoczesne systemy wyposażenia żołnierzy.
Program został oficjalnie zakończony 9 czerwca 2009 roku

## Roboty

### Roboty ARV
Roboty na podwoziu kołowym lub gąsienicowym. Powstawałą wersja szturmowa (robot bojowy) oraz zwiadowcza. Pojazd miał być wyposażony w szereg zaawansowanych czujników oraz w rakiety przeciwpancerne.

### Mule
Bezzałogowy pojazd wielozadaniowo-logistyczny. Miała to być to jednostka mająca zapewnić szerokie wsparcie piechocie. Planowano trzy wersje: bojowo-zwiadowczą, saperską, transportową, jednak ostatecznie zdecydowano się tylko na robota transportowego. Wersja ARV-A-L miała być kołowym robotem bojowym, a także wykonywać operacje zwiadowcze i znaczyć cele. Kolejna to pojazd wyposażony w nakładane gąsienice przystosowany do rozbrajania i niszczenia ładunków wybuchowych. Trzecia wersja miała służyć do transportu ładunków (maksymalnie ok. 4 tony), i być umieszczona na podwoziu kołowym.

### SUGV
Przenośny bezzałogowy pojazd o wadze około 15 kg i udźwigu 2,7 kg. Miał służyć m.in. do penetracji trudno dostępnych miejsc rozminowywania i neutralizowania improwizowanych min, czy do podświetlania laserem celów do ataku.

## Electromagnetic GunSystem
Broń elektromagnetyczna, opracowana przez Laboratorium Badawcze Armii Amerykańskiej (Army Research Laboratory – ARL) oraz Lockheed Martin Missiles and Control Fire przy pomocy wielu innych ośrodków badawczych. Celem projektu było skonstruowanie elektromagnetycznego pistoletu. Technologia była testowana przy użyciu bezzałogowego śmigłowca Dragonfly DP-4X, w którym pocisk granatnika był rozpędzany impulsem elektromagnetycznym.